# Colpo di reni
Il colpo di reni è una tecnica utilizzata dai ciclisti durante gli arrivi in volata.
Consiste nel sollevare i glutei dalla sella (se il corridore non è già in piedi sui pedali), piegare la schiena in avanti e spingere con le braccia e con le gambe la bicicletta il più avanti possibile rispetto al corpo sfruttando anche il principio di azione e reazione, il tutto in un movimento secco da eseguire il più rapidamente possibile. Poiché l'ordine di arrivo viene stabilito in base al momento in cui la ruota anteriore tocca la linea del traguardo, eseguendo questo movimento mentre si valica la linea si possono guadagnare alcune decine di centimetri, che a volte risultano decisivi per superare gli avversari.
Il nome "colpo di reni" è dovuto al fatto che lo sforzo maggiore nell'esecuzione di questo movimento è sostenuto dai muscoli della parte bassa della schiena (le reni nel linguaggio popolare).
Per sfruttare a proprio vantaggio il colpo di reni è fondamentale il giusto tempismo: esso infatti costringe il corridore ad interrompere l'azione di spinta sui pedali (con le biciclette da strada, dotate di ruota libera, si interrompe del tutto la pedalata, mentre con le bici da pista a scatto fisso occorre continuare comunque a pedalare) e quindi provoca un rallentamento, per cui va eseguito esattamente all'ultimo momento utile, altrimenti i centimetri guadagnati con l'avanzamento della bicicletta vengono annullati da quelli persi con la diminuzione della velocità.
Analizzando questa tecnica dal punto di vista della fisica, si può osservare che il centro di massa del sistema ciclista-bicicletta rimane inalterato dal colpo di reni, ma il busto e la testa del ciclista si spostano all'indietro mentre la bicicletta si sposta in avanti. Poiché però la massa del ciclista è molto più grande di quella della bicicletta, lo spostamento di quest'ultima è molto maggiore.
L'espressione "colpo di reni" viene utilizzata anche in senso figurato per indicare uno sforzo breve e intenso o un guizzo improvviso con cui si supera un ostacolo o si raggiunge all'ultimo momento un obiettivo che sembrava ormai sfuggito.